# 飯岡幸子
飯岡 幸子（いいおか ゆきこ、1976年 - ）は日本の映画カメラマン・写真家。撮影監督として関わった濱口竜介の映画『偶然と想像』などで知られる。

## 来歴
飯岡は福岡県宗像市生まれで、高校時代から映画への関心を深め、上京後に映画美学校で映像製作を学ぶ。このときドキュメンタリー作家の佐藤真らの薫陶を受けている。ドキュメンタリー作品ワークショップで製作した『オイディプス王/ク･ナウカ』（2000年）が最初の監督作品となり、次いで当時教壇に立っていた是枝裕和をアドバイザーとして、修了作品『ヒノサト』（2002年）を監督・撮影。
映画美学校を修了後、東京藝術大学大学院映画専攻へ進み、撮影・照明コースを専修。在学中に製作された『愚か者は誰だ』などの作品にカメラマンとして参加。以後、比較的若い監督の作品に加わり撮影を手がけるようになる。濱口竜介がベルリン国際映画祭で銀熊賞を受賞して世界的な名声を博するきっかけとなった『偶然と想像』の撮影では、第42回マナキ・ブラザーズ国際撮影監督映画祭コンペティション部門に選出されている。また杉田協士は、飯岡の『ヒノサト』に感銘を受けたとして、2024年までに製作した自身の長篇4作品すべてを飯岡の撮影で製作している。
作風としては、劇映画であっても現場の空気感を重視したドキュメンタリー的な画面づくりに特徴があるとされ、「フレーム外の広がりをつねに感じさせる」などと評される。飯岡自身は、撮影前にどのような絵作りを行うか仔細に検討するよりも、「あくまで現場という空間の中で、カメラを置く位置を考えて」ゆく、「（撮影現場の）場所の広さや光の向き、人の位置などの条件や物語の流れを考えていけば、然るべき場所というのが必ずある」「すでにあるその場所を探し出すのが撮影の仕事だという感覚」と自身の撮影スタイルを振りかえっている。
写真家としての活動に、2017年に初の展示形式で作品を発表した「永い風景」展などがある。

## 主な作品

### 監督作品
| 製作年 | 題名                     | 分数 | 備考                   |
| ------ | ------------------------ | ---- | ---------------------- |
| 2000   | オイディプス王/ク･ナウカ | 28分 | 映画美学校での課題製作 |
| 2002   | ヒノサト                 | 42分 | 映画美学校での修了製作 |

### 撮影作品
| 製作年 | 題名                     | 長さ  | 監督             | 備考                                             |
| ------ | ------------------------ | ----- | ---------------- | ------------------------------------------------ |
| 2002   | ふくしゅう               | 40分  | 金子裕昌         | 撮影参加。映画美学校での課題制作。               |
| 2006   | 新訳：今昔物語           | 88分  | 渡辺裕子ほか     | 東京藝術大学大学院での課題製作。オムニバス作品。 |
| 2010   | 愚か者は誰だ             | 28分  | 渡辺裕子         | 東京藝術大学大学院での課題製作。                 |
| 2011   | Rocks Off                | 92分  | 安井豊作         |                                                  |
| 2011   | ひとつの歌               | 100分 | 杉田協士         |                                                  |
| 2011   | くじけないで手紙を書いた | 34分  | 杉田協士         |                                                  |
| 2013   | うたうひと               | 120分 | 濱口竜介・酒井耕 | 撮影参加。                                       |
| 2014   | 遠くの水                 | 23分  | 杉田協士         |                                                  |
| 2017   | ひかりの歌               | 143分 | 杉田協士         |                                                  |
| 2019   | シスターフッド           | 87分  | 西原孝至         |                                                  |
| 2021   | 偶然と想像               | 121分 | 濱口竜介         |                                                  |
| 2021   | 春原さんのうた           | 120分 | 杉田協士         |                                                  |
| 2021   | 三度目の、正直           | 112分 | 野原位           |                                                  |
| 2022   | すべての夜を思いだす     | 116分 | 清原惟           |                                                  |
| 2022   | 背中                     | 106分 | 越川道夫         |                                                  |
| 2023   | 夢の涯てまで             | 24分  | 草野なつか       | オムニバス作品『広島を上演する』の一篇。         |
| 2023   | 彼方のうた               | 84分  | 杉田協士         |                                                  |
| 2024   | 明るいニュース           | 30分  | 城真也           |                                                  |
| 2024   | ルート29                 | 120分 | 森井勇佑         |                                                  |
| 2025   | あわいの魔物たち         | 30分  | 守田悠人         |                                                  |

### インスタレーション撮影など
- 青柳菜摘『彼女の権利——フランケンシュタインによるトルコ人，あるいは現代のプロメテウス』（ＩＣＣ、2019年）[11]